# A (bài hát của Rainbow)
"A" là một bài hát của nhóm nhạc nữ Hàn Quốc Rainbow. Bài hát được phát hành vào ngày 12 tháng 8 năm 2010 và sau đó nằm trong mini-album thứ hai của nhóm, So Girls.

## Phiên bản tiếng Hàn

### Lịch sử
Một bức ảnh về hình tượng của nhóm trong bài hát đã được công bố vào ngày 4 tháng 8 năm 2010. Video âm nhạc của bài hát được ra mắt vào ngày 12 tháng 8 năm 2010 cùng với sự phát hành của đĩa đơn.

### Sáng tác
Bài hát được sản xuất bởi Han Jae Ho và Kim Seung Soo, người đã từng sản xuất các bài hát "Rock U", "Pretty Girl", "Honey", "Wanna", "Mister" và "Lupin" cho nhóm nhạc cùng công ty của họ, KARA.

### Quảng bá
Các hoạt động quảng bá cho bài hát bắt đầu vào ngày 13 tháng 8 năm 2010 trên Music Bank của KBS cũng như Music Core của MBC, Inkigayo của SBS và M! Countdown của Mnet.
Tại Nhật Bản, Rainbow biểu diễn bài hát trên các chương trình Happy Music, Hey!Hey!Hey! Music Champ và Music Japan cũng như sự kiện đầu tiên của nhóm ở quận Ikebukuro của Tokyo với sự tham dự của 2,000 người hâm mộ.

### Danh sách bài hát
| Đĩa đơn tiếng Hàn trực tuyến: | Đĩa đơn tiếng Hàn trực tuyến: | Đĩa đơn tiếng Hàn trực tuyến: | Đĩa đơn tiếng Hàn trực tuyến: | Đĩa đơn tiếng Hàn trực tuyến: |
| STT                           | Nhan đề                       | Phổ lời                       | Phổ nhạc                      | Thời lượng                    |
| ----------------------------- | ----------------------------- | ----------------------------- | ----------------------------- | ----------------------------- |
| 1.                            | "A"                           | Song Soo Yoon                 | Han Jae Ho, Kim Seung Soo     | 3:23                          |
| 2.                            | "A" (Không lời)               |                               | Han Jae Ho, Kim Seung Soo     | 3:23                          |
| Tổng thời lượng:              | Tổng thời lượng:              | Tổng thời lượng:              | Tổng thời lượng:              | 6:26                          |

### Doanh số
Bài hát xuất hiện lần đầu tiên ở vị trí thứ 50 và leo lên vị trí thứ 11 trong tuần tiếp theo. Thứ hạng cao nhất của bài hát là vị trí thứ 9 vào ngày 4 tháng 9 năm 2010. Bài hát lọt vào vị trí thứ 76 trên bảng xếp hạng cuối năm của Gaon với 337.665.388 điểm.

### Bảng xếp hạng
| Bảng xếp hạng (2010) | Thứ hạng cao nhất |
| -------------------- | ----------------- |
| Gaon Weekly singles  | 9                 |
| Gaon Monthly singles | 13                |
| Gaon Yearly singles  | 76                |

## Phiên bản tiếng Nhật
Bài hát được thu âm lại bằng tiếng Nhật và phát hành thành đĩa đơn tiếng Nhật đầu tay của nhóm vào ngày 7 tháng 9 năm 2011 dưới dạng nhạc số và ngày 14 tháng 9 năm 2011 dưới dạng CD với 4 phiên bản khác nhau.

### Sáng tác
Lời bài hát được dịch sang tiếng Nhật bởi Yu Shimoji và nice73.

### Danh sách bài hát
| Đĩa đơn tiếng Nhật: | Đĩa đơn tiếng Nhật:                          | Đĩa đơn tiếng Nhật: | Đĩa đơn tiếng Nhật:       | Đĩa đơn tiếng Nhật: |
| STT                 | Nhan đề                                      | Phổ lời             | Phổ nhạc                  | Thời lượng          |
| ------------------- | -------------------------------------------- | ------------------- | ------------------------- | ------------------- |
| 1.                  | "A" (エー; Ē)                                | Yu Shimoji, nice73  | Han Jae Ho, Kim Seung Soo | 3:22                |
| 2.                  | "Gossip Girl" (ゴシップガール; Goshippugāru) | Litz, nice73        | Hur Youn Won              | 3:11                |
| 3.                  | "A" (Không lời)                              |                     | Han Jae Ho, Kim Seung Soo | 3:23                |
| Tổng thời lượng:    | Tổng thời lượng:                             | Tổng thời lượng:    | Tổng thời lượng:          | 9:55                |

| Type C - Bonus track | Type C - Bonus track      | Type C - Bonus track              | Type C - Bonus track      | Type C - Bonus track |
| STT                  | Nhan đề                   | Phổ lời                           | Phổ nhạc                  | Thời lượng           |
| -------------------- | ------------------------- | --------------------------------- | ------------------------- | -------------------- |
| 4.                   | "A" (phiên bản tiếng Hàn) | Song Soo Yoon, Yu Shimoji, nice73 | Han Jae Ho, Kim Seung Soo | 3:23                 |
| Tổng thời lượng:     | Tổng thời lượng:          | Tổng thời lượng:                  | Tổng thời lượng:          | 13:18                |

| DVD (Phiên bản Giới hạn - Type A) | DVD (Phiên bản Giới hạn - Type A)      | DVD (Phiên bản Giới hạn - Type A) |
| STT                               | Nhan đề                                | Thời lượng                        |
| --------------------------------- | -------------------------------------- | --------------------------------- |
| 1.                                | "A" (Video âm nhạc)                    |                                   |
| 2.                                | "Dạy múa bụng"                         |                                   |
| 3.                                | "A" (Video âm nhạc - Phiên bản vũ đạo) |                                   |
| 4.                                | "A" (Video âm nhạc - Hậu trường)       |                                   |

### Doanh số
Phiên bản CD xuất hiện lần đầu tiên trên bảng xếp hạng hàng ngày của Oricon ở vị trí thứ 3 và sau đó là bảng xếp hạng hàng tuần cũng ở vị trí này với 24,082 bản.

### Bảng xếp hạng

#### Oricon
| Bảng xếp hạng      | Thứ hạng cao nhất | Doanh số mở đầu | Tổng doanh số |
| ------------------ | ----------------- | --------------- | ------------- |
| Đĩa đơn hàng ngày  | 3                 | 24.082          | 44.858        |
| Đĩa đơn hàng tuần  | 3                 | 24.082          | 44.858        |
| Đĩa đơn hàng tháng | 18                | 24.082          | 44.858        |
| Đĩa đơn cuối năm   | 172               | 24.082          | 44.858        |

#### Khác
| Bảng xếp hạng                           | Thứ hạng cao nhất |
| --------------------------------------- | ----------------- |
| Billboard Japan Hot 100                 | 4                 |
| Bảng xếp hạng hạc số hàng tuần của RIAJ | 15                |

## Lịch sử phát hành
| Quốc gia | Ngày                | Định dạng         | Hãng đĩa        |
| -------- | ------------------- | ----------------- | --------------- |
| Hàn Quốc | 12 tháng 8 năm 2010 | Tải về trực tuyến | DSP Media       |
| Nhật Bản | 7 tháng 9 năm 2011  | Tải về trực tuyến | Universal Sigma |
| Nhật Bản | 14 tháng 9 năm 2011 | CD                | Universal Sigma |